# Piiksilampi
Piiksilampi är en sjö i kommunen Kuusamo i landskapet Norra Österbotten i Finland. Sjön ligger 253 meter över havet. Den är 2,71 meter djup. Arean är 67 hektar och strandlinjen är 6,32 kilometer lång. Sjön  ingår i Kems huvudavrinningsområde.   Den ligger omkring 230 kilometer öster om Uleåborg och omkring 680 kilometer norr om Helsingfors. 